# Дуе ла Фонтен
Дуе ла Фонтен (фр. Doué-la-Fontaine) насеље је и општина у западној Француској у региону Лоара, у департману Мен и Лоара која припада префектури Сомир.
По подацима из 2011. године у општини је живело 7519 становника, а густина насељености је износила 209,44 становника/km². Општина се простире на површини од 35,9 km². Налази се на средњој надморској висини од 76 метара (максималној 105 m, а минималној 48 m).

## Демографија
| 1962. | 1968. | 1975. | 1982. | 1990. | 1999. | 2011. |
| ----- | ----- | ----- | ----- | ----- | ----- | ----- |
| 5.633 | 6.018 | 6.497 | 6.724 | 7.260 | 7.450 | 7.519 |

График промене броја становника у току последњих година